# 'Abd al-Ahad Khan
Abd al-Ahad, född 27 mars 1859, död 10 december 1911, var en Uzbekisk emir av Emiratet Bukhara mellan 1885 och 1911.
Han avskaffade på rysk begäran slaveriet i Bukhara 1885.

## Utmärkelser
- Sankt Annas orden, första klass
- Riddare av Hederslegionen
- Nischan Iftichar
- Sankt Alexanderorden
- Chula Chom Klao-orden
- Riddare av Dannebrogorden
- Sankt Annas orden, första klass med briljanter
- Danilo I:s orden
- Andreasorden
- Vita örnens orden
- Guldsabel "för tapperhet"
- Sankt Stanislausorden, andra klassen
- Riddare av Sankt Alexander Nevskij-orden
- Sankt Vladimirs orden, första klassen
- Sankt Alexander Nevskij-orden

[Redigera Wikidata]